# 拉斯比斯米爾 (肯塔基州)
拉斯比斯米爾（英語：Lusby's Mill）是位於美國肯塔基州歐文縣的一個非建制地區。

## 地理
拉斯比斯米爾所處的海拔為高於海平面203米（即666英呎），而該地所採用的時區為UTC-5，即北美東部時區（EST）。同時該地設有夏令時間，為UTC-5調快一小時，即UTC-4（EDT）。